# Hogna kuyani
Hogna kuyani este o specie de păianjeni din genul Hogna, familia Lycosidae, descrisă de Framenau, Gotch și Austin în anul 2006. Conform Catalogue of Life specia Hogna kuyani nu are subspecii cunoscute.